# Vassunda kyrka
Vassunda kyrka är en kyrkobyggnad i Vassunda i Uppsala stift. Den är församlingskyrka i Vassunda församling i Knivsta pastorat. Kyrkan ligger i södra delen av Knivsta kommun, nära länsväg 255 mellan Stockholm och Uppsala.

## Kyrkobyggnaden

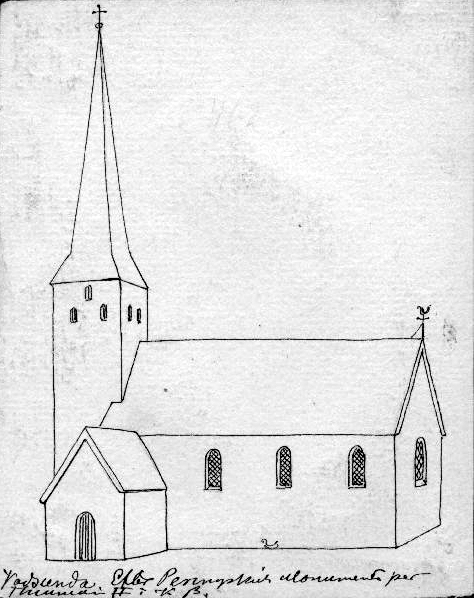
Vassunda kyrka i början av 1700-talet. Teckning av Johan Peringskiöld.

Troligen fanns en äldre kyrka på platsen redan under 1100-talet. Kyrkans äldsta delar är sannolikt från 1200-talet och dåtidens kyrkobyggnad hade förmodligen ett fristående och smalare kor samt platt innertak eller öppen takstol. Senare, troligen under 1300-talet, förlängdes kyrkan österut och blev en salkyrka med sakristia. I övergången mellan kor och långhus placerades ett triumfkrucifix. I början av 1400-talet byggdes ett torn som försågs med en hög spira. En avbildning från år 1682, ritad av Johan Hadorph, visar kyrkan med ett högt och spetsigt torn och man kan förmoda att det är den utformning som gavs i och med tornets uppförande. Samtidigt byggdes förmodligen det vapenhus som återfinns på såväl Hadorphs som Peringskiölds ritning men som senare rivits. Under 1400-talets mitt slogs tegelvalv i kyrkan som sedan försågs med kalkmålningar ca 1448–1468. Ca år 1500 anses kyrkan ha varit färdig och några större förändringar företogs inte på ca 200 år. 
I slutet av 1600-talet, förmodligen under perioden 1671–1696, byggdes det tresidiga koret och ungefär samtidigt brann kyrkan. Exakt vilka skador som uppstod i branden är inte kända, men sannolikt förstördes i alla fall tornspiran som då ersattes med en enkel tornhuv som kom att kvarstå under hela 1700-talet. År 1745 uppfördes läktaren i väster.
År 1804 inleddes den senaste stora ombyggnaden av kyrkan, då bland annat tornet fick sin nuvarande utformning. Ombyggnationen leddes av arkitekt Anders Andersson Sundström. Takhuven byttes och kyrkklockorna flyttades in i tornet från en fristående klockstapel. Man tog upp ljudgluggar i tornets väggar samt en portal i tornets västsida. Detta ledde till att tornets nedervåning blev vapenhus och huvudingång. Klockstapeln och vapenhuset i söder revs, likaså den västra stigluckan. Kyrkans murar reparerades, de medeltida valven togs bort och ersattes med ett trävalv som putsades. Man förlängde sakristian norrut och genom att hugga upp muren och montera en trappa placerades uppgången till predikstolen direkt i sakristian. Nya fönster togs upp och de gamla förstorades. 
År 1954 renoverades interiören, bland annat med konservering av inventarierna från 1700-talet och med en anpassning av färgsättning till framtagna, äldre färger.

## Inventarier
Kyrkans bänkinredning är från 1798 och predikstolen byggdes av Joachim Lutken Schvager 1716. Altaruppsatsen tillverkades av bildhuggaren Magnus Granlund år 1767. En medeltida ljuskrona i mässing hänger mitt i kyrkan. Före 1638 skänkte innehavaren av Ala säteri en ljuskrona som hänger mittemot predikstolen. Ytterligare en ljuskrona i mässing skänktes till kyrkan av Anders Öhrman 1728.
År 1853 stals kyrkans silver och det återfanns aldrig. Nuvarande nattvardstyg är från 1800-talets andra hälft: kommunionkannan inköptes 1880, kalk och paten tillverkades 1853 av guldsmeden P. F. Palmgren i Stockholm och oblatasken skänktes 1866.
Bland textilierna märks bland annat en svart mässhake från 1801, en vit från 1936, en röd från 1957 och en grön från 1960. De vita och röda skrudarna tillverkades av Libraria Konsthantverk. En blå skrud och ett antependium tillkom 1968. Fragment av en processionsfana från 1490-talet förvaras i sakristian och kan eventuellt komma från Albertus Pictors verkstad. Ett antependium skänktes till kyrkan av släkterna Oxenstierna och Fleming år 1742.
Dopfunten i koret är från 1954 och är huggen i öländsk kalksten. I vapenhuset står foten till en medeltida dopfunt på vilken det står ett solur från 1728.

### Orgel
- Kyrkan har troligen haft en orgel på 1600-talet. År 1634 nämns en orgelläktare.
- 1761 byggde Carl Holm, Uppsala en orgel med 7 stämmor.[1]
- 1851 byggde Pehr Hedström, Lagga en orgel. Orgeln är mekanisk och har slejflådor. Tonomfånget är på 54/27. 1912 tillbyggdes orgeln med en andra manual med tre stämmor av Carl Richard Löfvander, Stockholm. 1965 renoverades och tillbyggdes orgeln av Åkerman & Lunds Nya Orgelfabriks AB, Knivsta. Manualen från 1912 togs bort och pedalen tillbyggdes. Den nuvarande fasaden är från 1851.

| Manual           | Pedal       | Koppel  |
| Bordon 16' B/D   | Subbas 16'  | Man/Ped |
| Principal 8'     | Octavbas 8' |         |
| Fugara 8' D      | Koralbas 4' |         |
| Dubbelfleut 8' D |             |         |
| Gedackt 8' B     |             |         |
| Octava 4'        |             |         |
| Panfleut 4'      |             |         |
| Qvinta 3'        |             |         |
| Octava 2'        |             |         |
| Trumpet 8'       |             |         |

## Galleri

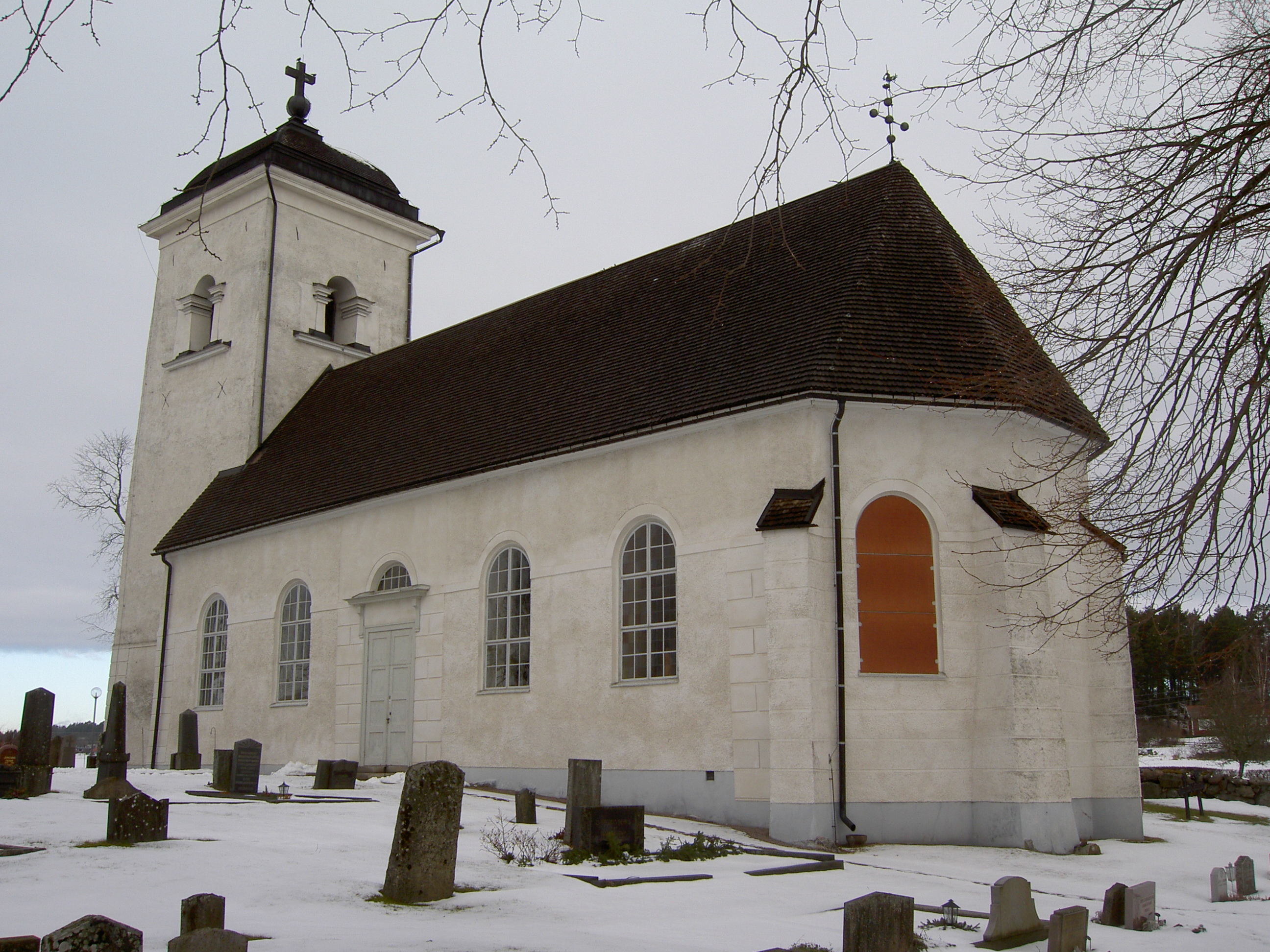
Exteriör från sydöst
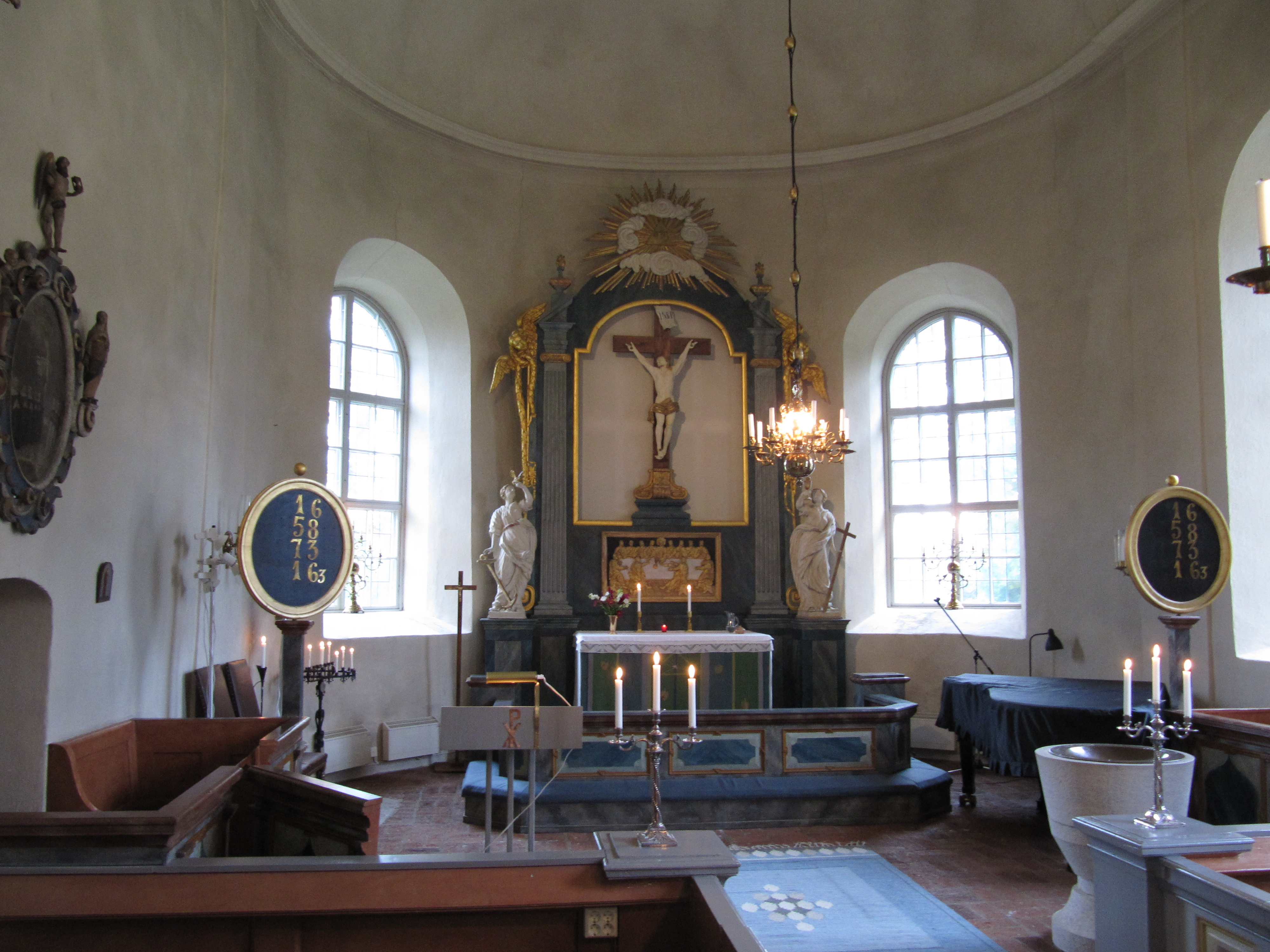
Långhuset mot öster
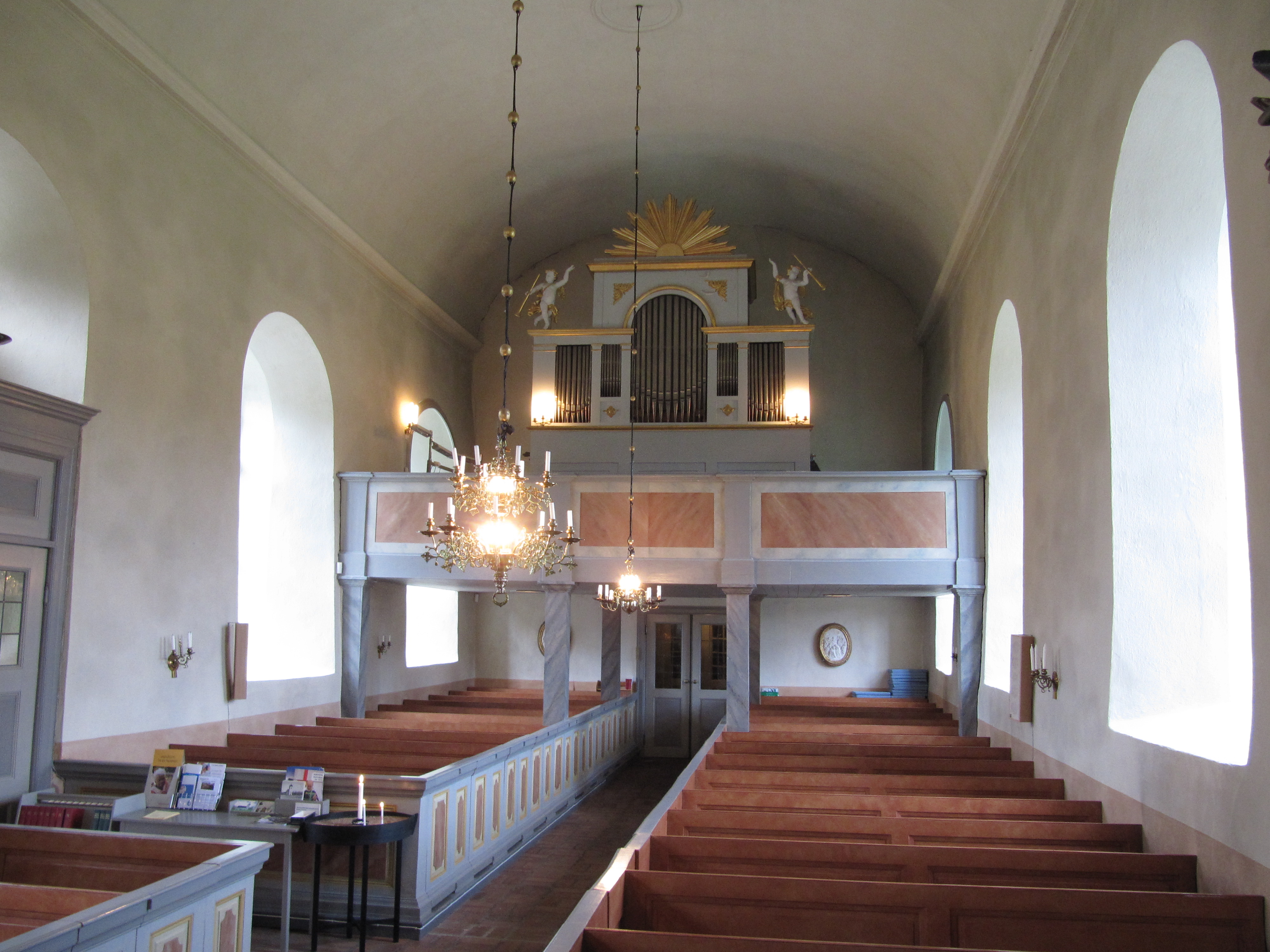
Långhuset mot väster
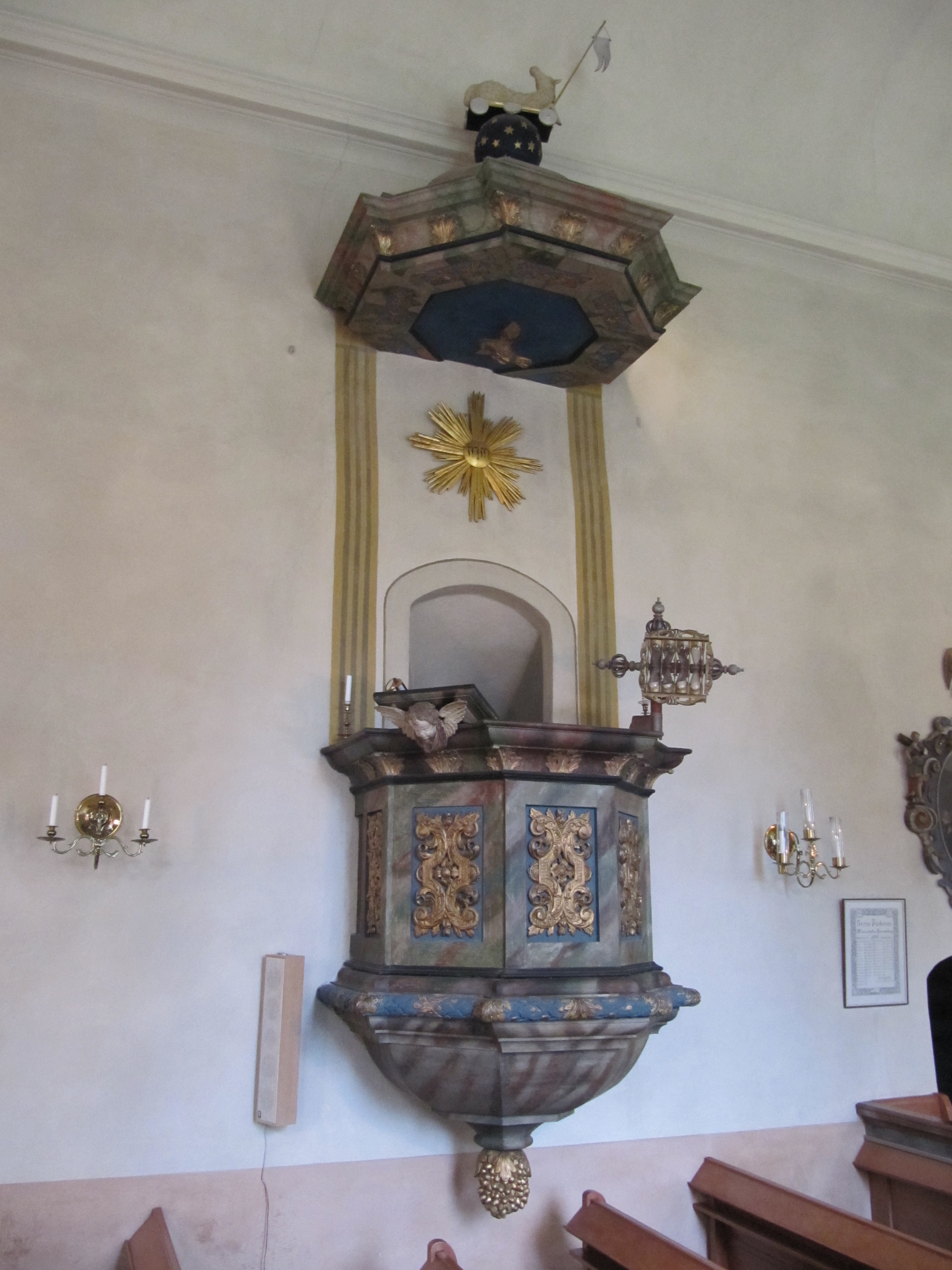
Predikstolen
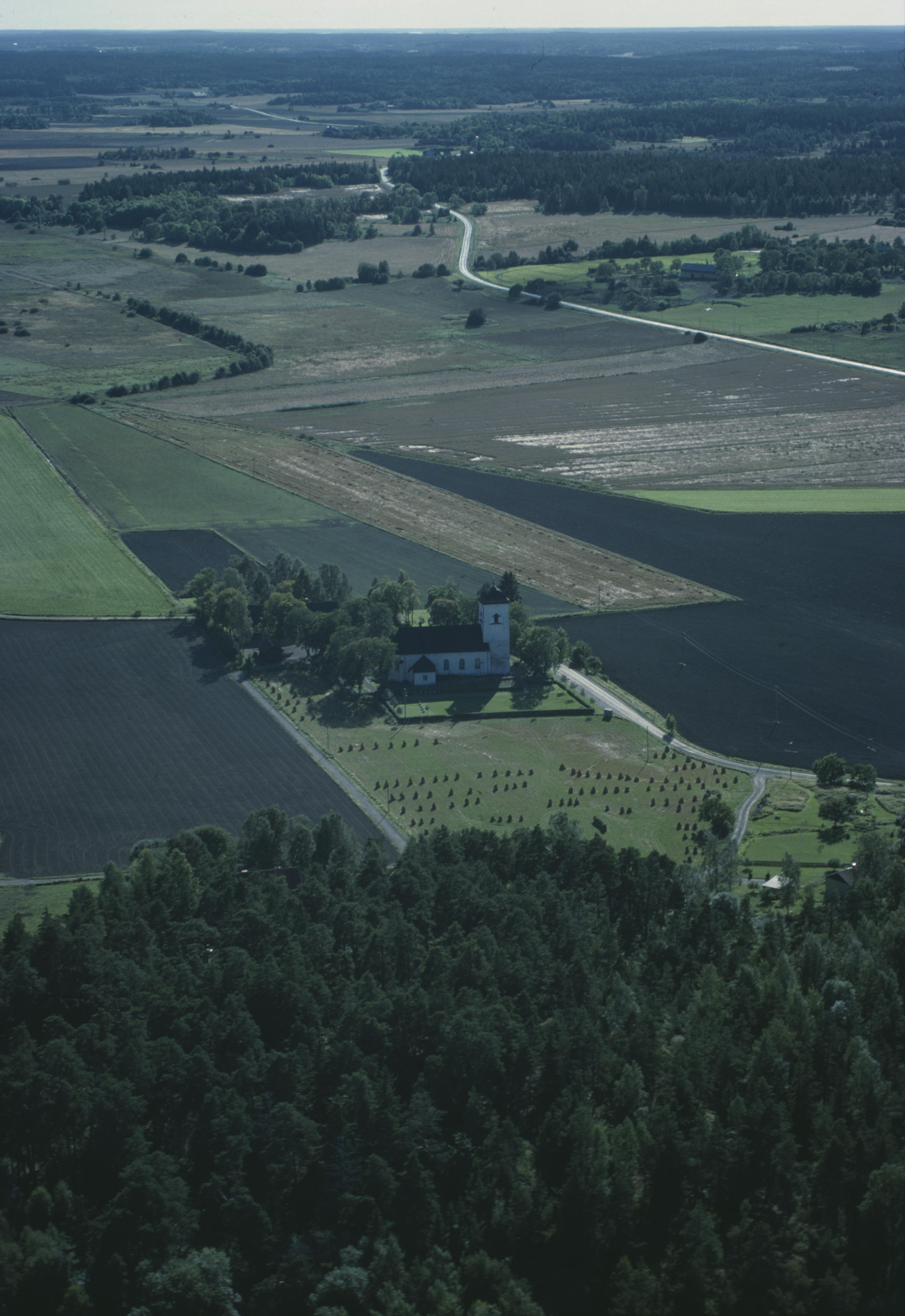
Flygbild över området från 1979